# Su'ad al-Fatih al-Badawi
Su'ad al-Fatih Mohammed al-Badawi (sinh ngày 1 tháng 1 năm 1932 - ngày 23 tháng 12 năm 2022) là một hàn lâm viên, chính trị gia và nhà báo người Sudan. Bà được biết đến với sự ủng hộ nữ quyền và vì sự ủng hộ của bà đối với Hồi giáo.
Al-Badawi có bằng của Đại học Khartoum và Trường nghiên cứu phương Đông và châu Phi ở London, và trở thành giáo sư của tiếng Ả Rập tại Đại học Hồi giáo Omdurman năm 1980. Sự liên kết của bà với Hồi giáo bắt đầu vào những năm 1950, khi bà là một trong những thành viên nữ đầu tiên của Anh em Hồi giáo. Al-Badawi sau đó gia nhập Mặt trận Hồi giáo Quốc gia, và bắt đầu từ những năm 1980 đã đại diện cho đảng trong một số nhiệm kỳ trong Cơ quan lập pháp quốc gia. Bà cũng từng phục vụ trong Nghị viện châu Phi.

## Thời thơ ấu và sự nghiệp học vấn
Al-Badawi sinh ra ở Al-Ubayyid, tỉnh Kurdufan. Ông nội của bà là một học giả Hồi giáo nổi tiếng ở Omdurman, trong khi cha bà là ủy viên quận, tại văn phòng trong cả thời kì thuộc địa Anglo-Ai Cập và sau khi giành độc lập năm 1956. Vì công việc của cha bà, al-Badawi sống ở một số thành phố khác nhau khi còn nhỏ, bà từng sống ở Al-Ubayyid, Berber, Atbara, Khartoum và Omdurman. Bà hoàn thành giáo dục trung học với sự hỗ trợ của cha mình, người có quan điểm tự do đối với giáo dục cho phụ nữ mặc dù những định kiến xã hội lúc bấy giờ. Al-Badawi hoàn thành khóa học Cử nhân nghệ thuật (B.A.) tại Đại học Khartoum vào năm 1956, là một trong bốn phụ nữ đầu tiên tốt nghiệp Khoa Nghệ thuật. Bà đã là một giáo viên trung học trong một thời gian, và sau đó đến Anh để học tiếp. Năm 1961, bà tốt nghiệp Trường nghiên cứu phương Đông và châu Phi tại Đại học London với một tấm bằng Thạc sĩ nghệ thuật (M.A.) bằng tiếng Ả Rập.
Sau khi trở về từ Anh, al-Badawi được bổ nhiệm làm trưởng khoa lịch sử tại một trường cao đẳng sư phạm. Sau đó, bà làm việc tại Khartoum với tư cách là thanh tra của Bộ Giáo dục. Năm 1969, al-Badawi chuyển đến Ả Rập Saudi để làm cố vấn cho UNESCO. Bà đã tham gia vào việc thành lập trường đại học giáo dục nữ ở Riyadh và phục vụ với vai trò một trưởng khoa trong một thời gian cũng như làm công việc chỉnh sửa tạp chí đại học. Trở về Sudan, al-Badawi hoàn thành bằng tiến sĩ tiếng Ả Rập tại Đại học Khartoum năm 1974 và vào năm 1980 đã trở thành một giáo sư về tiếng Ả Rập tại Đại học Hồi giáo Omdurman (OIU). Sau một thời gian ngắn làm phó phòng phó hiệu trưởng tại Đại học United Arab Emirates, bà trở lại OIU vào năm 1983 để trở thành trưởng khoa của trường đại học nữ, trở thành người phụ nữ đầu tiên giữ vị trí này. Đầu những năm 1990, al-Badawi đã xin nghỉ phép và làm đồng tiến sĩ tại Đại học Edinburgh, Scotland.

## Chính trị
Sự tham gia đầu tiên của Al-Badawi vào chính trị là một nhà lãnh đạo trong các nhóm phụ nữ khác nhau của thập niên 1950 và 1960. Bà đại diện cho Sudan tại một số cuộc họp mặt quốc tế, bao gồm Hội nghị Phụ nữ Ả Rập 1952 và Hội nghị Phụ nữ Liên Xô 1957. Ban đầu Al-Badawi từng tham gia Hội Phụ nữ Sudan, nhưng bà và một số người khác đã rời nhóm đó do những xung đột về ý thức. Sau đó, bà đã giúp thành lập một nhóm phụ nữ Hồi giáo, Mặt trận Phụ nữ Quốc gia, trước đó là một trong những thành viên nữ đầu tiên của tổ chức Anh em Hồi giáo.
Năm 1981, al-Badawi trở thành thành viên của Hội đồng Nhân dân Quốc gia, cơ quan lập pháp của Sudan dưới thời Tổng thống Gaafar Nimeiry. Sau đó, bà phục vụ trong Quốc hội từ năm 1996 đến 2005, và năm 2004 đã được bầu vào Nghị viện Pan-Phi. Trong một khoảng thời gian giữa những năm 1980, al-Badawi là một trong hai nhà lập pháp nữ duy nhất ở Sudan. Bà là thành viên của Mặt trận Hồi giáo Quốc gia, một đảng Hồi giáo, và một nguồn tin đã gọi bà là "nhà hoạt động phụ nữ Hồi giáo rõ ràng nhất" ở Sudan vào thời điểm đó. Tại một diễn đàn quốc tế vào năm 1996, al-Badawi đã nói về đạo Hồi và nữ quyền là loại trừ lẫn nhau, và bác bỏ ý tưởng "nữ quyền Hồi giáo" là không phù hợp với  taqwa  (đạo đức).

## Báo chí
Năm 1956, al-Badawi trở thành biên tập viên đầu tiên của  Al-Manar  ("The Beacon"), một tạp chí hàng tuần được xuất bản bởi văn phòng phụ nữ của tổ chức Hồi giáo Anh em. Một năm sau đó, bà dẫn đầu một phái đoàn nữ nhà báo Sudan đến Pháp và Vương quốc Anh. Cuộc điều hành ban đầu của  Al-Manar  kéo dài chưa đầy một năm, nhưng tạp chí đã được tái lập vào năm 1964 và được cho là đã có một số ảnh hưởng đối với các cử tri nữ trong cuộc bầu cử quốc hội Sudan, năm 1965. Trong những năm sau đó, al-Badawi đã sản xuất một chương trình truyền hình và đài phát thanh hàng tuần, và làm việc như một nhà phỉnh bút cho các tờ báo khác nhau của Sudan.